# 岐阜県道・三重県道107号時下野尻線
岐阜県道・三重県道107号時下野尻線（ぎふけんどう・みえけんどう107ごう ときしものじりせん）は、岐阜県大垣市上石津町と三重県いなべ市を結ぶ一般県道（岐阜県道・三重県道）である。
1994年（平成6年）以前は岐阜県側は108号、三重県側は605号だったが、両県間で県道番号を合わせる際、欠番だった三重県道108号が別の路線に使われたことから、1つ手前で同じく欠番の107号となった。

## 概要

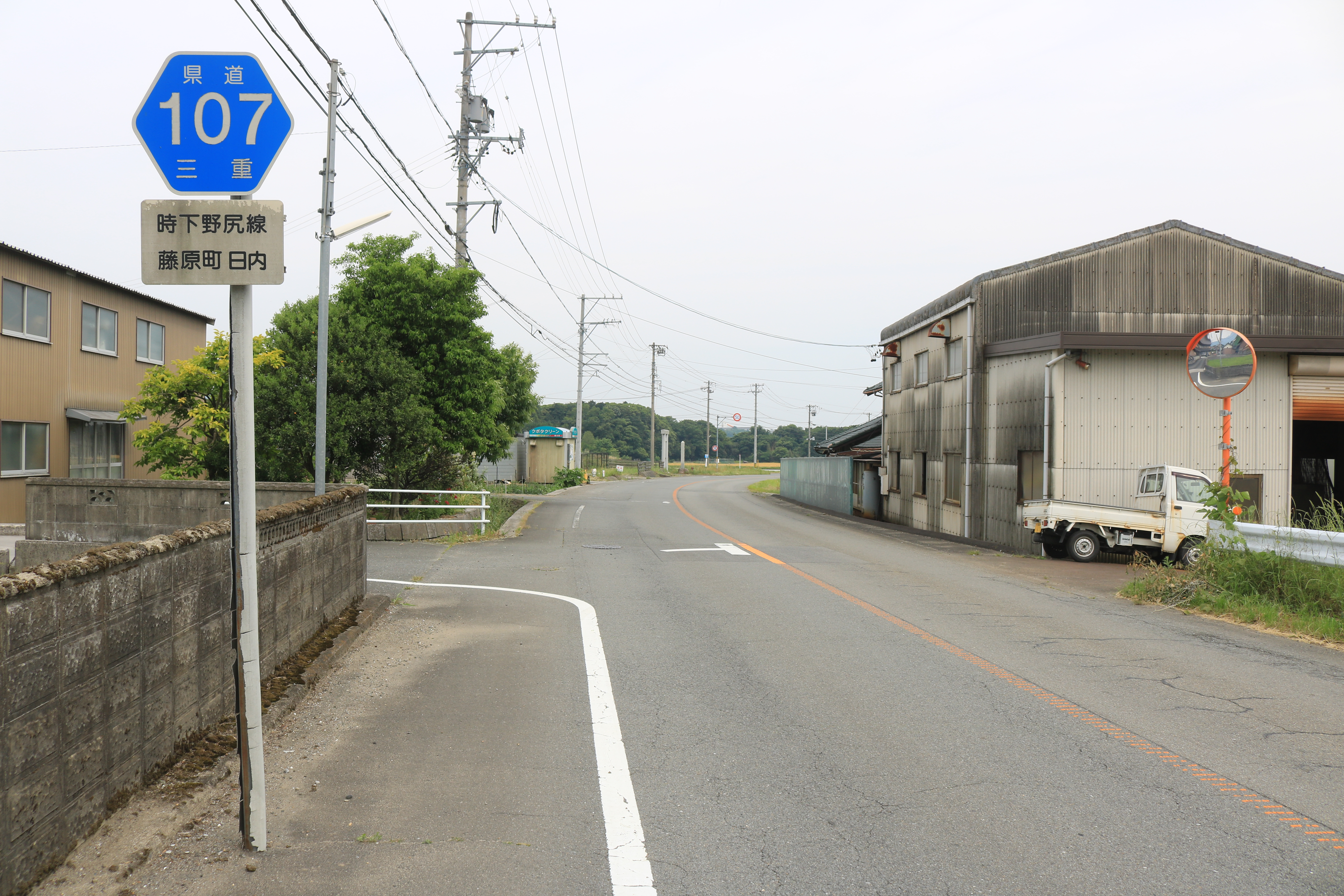
三重県道107号時下野尻線、いなべ市藤原町日内にて

岐阜県大垣市上石津町打上の国道365号交点が起点。起点は1955年（昭和30年）まで養老郡時村であり、現在でも時支所の管轄となっている。しばらく東に進むと三重県いなべ市藤原町に入る。中里ダム付近を通過し、相場川（員弁川水系）に沿って南に進む。藤原町川合で員弁川を渡る。藤原町下野尻の志礼石新田交差点（国道306号（国道365号重複）交点）が終点。

### 路線データ
- 始点：岐阜県大垣市上石津町打上（国道365号交点）
- 終点：三重県いなべ市藤原町下野尻 志礼石新田交差点（国道306号〔国道365号重複〕交点）

## 重複区間
- 三重県道607号畑毛本郷線（いなべ市藤原町日内）

## 通過する自治体
- 岐阜県
  - 大垣市
- 三重県
  - いなべ市

## 接続路線
岐阜県
- 国道365号（大垣市上石津町打上）

三重県
- 三重県道606号鼎田辺線（いなべ市藤原町鼎）
- 三重県道607号畑毛本郷線（いなべ市藤原町日内）
- 国道306号〔国道365号重複〕（いなべ市藤原町志礼石新田交差点）

## 周辺

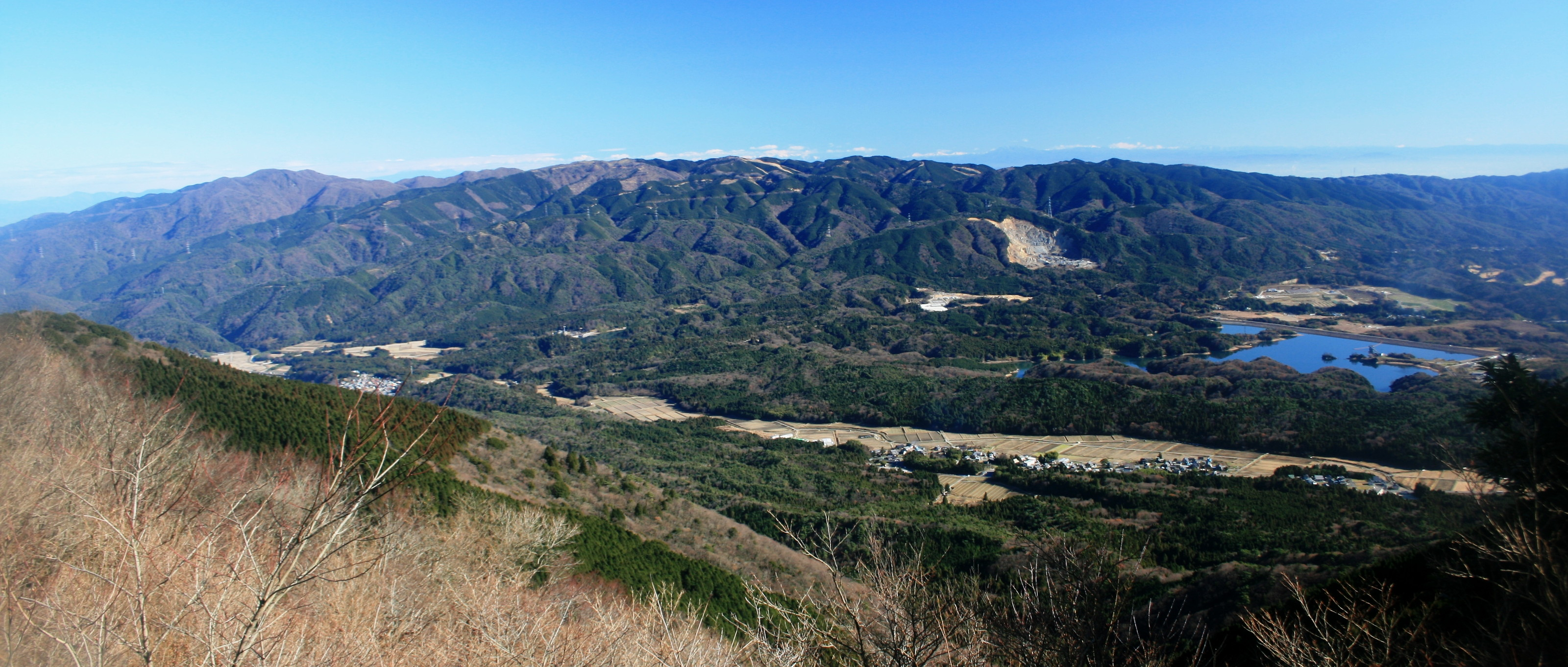
西側から望む養老山地と中里ダム

- 水嶺湖
- 中里ダム
- いなべ市農業公園